# Journal of Geophysical Research
O Journal of Geophysical Research é uma revista científica publicada pela American Geophysical Union. Ele publica pesquisas sobre processos físicos, químicos e biológicos que contribuem para o entendimento da Terra, do Sol e do Sistema Solar.